# مارک شپرد
مارک شپرد (به انگلیسی: Mark Sheppard) بازیگر و موزیسین انگلیسی است که در لندن و از خانواده‌ای آلمانی-ایرلندی زاده شد. از جمله کارهای معروف او نقش کراولی در سریال سوپرنچرال است. او فرزند بازیگر انگلیسی، دبلیو مورگان شپرد است.

## زندگی شخصی
شپرد پسر بازیگر بریتانیایی، ویلیام مورگان شپرد است. او در ۶ مارس ۲۰۰۴ با جسیکا ازدواج کرد. در سال ۲۰۱۴، جسیکا اعلام کرد که قرار است از هم جدا شوند. آن‌ها دو پسر به نام‌های مکس و ویلیام دارند.
در اوایل سال ۲۰۱۴، شپرد در مراسمی برای سوپرنچرال با سارا لوییس فاج ملاقات کرد و رابطه‌ای را با او آغاز کرد. آن‌ها در ۲۰ اوت ۲۰۱۵ باهم نامزد شدند و در ۹ نوامبر ۲۰۱۵ در مراسمی خصوصی در دنور، کلرادو ازدواج کردند. در ۲۶ سپتامبر ۲۰۱۵ این زوج اعلام کردند که منتظر اولین فرزندشان هستند. نوزاد دختر با نام ایزابل رز در ۱ مارس ۲۰۱۶ زاده شد.

## فیلم‌شناسی
فیلم‌ها یا برنامه‌های تلویزیونی که وی در آن نقش داشته‌است می‌توان به آثار زیر اشاره کرد.
| سال  | نام فیلم                | نقش               |
| ---- | ----------------------- | ----------------- |
| ۱۹۹۳ | به نام پدر              | پدی آرمسترانگ     |
| ۱۹۹۶ | گره معشوق               | نیگل بوولز        |
| ۱۹۹۷ | دنیای پایین             | کالیفرنیا         |
| ۱۹۹۹ | خارج از سرما            | فرانک             |
| ۲۰۰۰ | عشقم خداحافظ            | ام جی             |
| ۲۰۰۱ | خانمی در جعبه           | دوگ سویینی        |
| ۲۰۰۱ | آلکاتراز جدید           | یوری برشکف        |
| ۲۰۰۲ | مگالودون                | میشل پارکز        |
| ۲۰۰۴ | چشمان شیطان             | پیتر              |
| ۲۰۰۴ | غیرقابل توقف            | لیچ               |
| ۲۰۰۶ | شکسته                   | مالکولم           |
| ۲۰۱۰ | شکارچی اکس              | دکتر چالز لی بلنک |
| ۲۰۱۲ | جزیره اسرارآمیز ژول ورن | جوانی کاپیتان نمو |
| ۲۰۱۳ | فرزندان آزادی           | اکلی              |

## تلویزیون
| سال         | نام سریال                | نقش                                    | حضور                                                                                  |
| ----------- | ------------------------ | -------------------------------------- | ------------------------------------------------------------------------------------- |
| ۱۹۹۲ و ۱۹۹۳ | سیلک استالکینز           | اریک/ادی برایس                         | "In Too Deep" و "Schemes Like Old Times"                                              |
| ۱۹۹۳        | پرونده‌های اکس            | باب / سیسیل لیولی                      | "Fire"                                                                                |
| ۱۹۹۵        | M.A.N.T.I.S.             | سی. فلایتون رول                        | "Spider in the Tower"                                                                 |
| ۱۹۹۷        | سرباز از فورچون          | کریستوفر سی. جی یتس                    | فیلم تلویزیونی                                                                        |
| ۱۹۹۷–۱۹۹۸   | سرباز از فورچون، وارز    | کریستوفر سی. جی یتس                    | (۲۰ قسمت)                                                                             |
| ۱۹۹۸        | لغزنده                   | جک                                     | "Net Worth"                                                                           |
| ۱۹۹۹        | قانون رزمی               | کلی سالیوان                            | "Thieves Among Thieves"                                                               |
| ۱۹۹۹        | تمرین                    | ادی وکس                                | "Day in Court"                                                                        |
| ۲۰۰۰        | پیشتازان فضا: مسافر      | لوکن                                   | (۲ قسمت) "Blink of an Eye" , "Child's Play"                                           |
| ۲۰۰۰        | جِی آی جی                 | معاون عملیات هوایی / جوانی ژنرال پارکر | (۲ قسمت) "A Separate Peace ": پارت ۱ و ۲                                              |
| ۲۰۰۱        | مرد نامرئی               | یوری گِرگُرو                             | "Diseased"                                                                            |
| ۲۰۰۱        | تاریخچه                  | نیترو                                  | "Bring Me the Head of Tucker Burns"                                                   |
| ۲۰۰۱        | واحدهای ویژه ۲           | کامیلین                                | "The Skin"                                                                            |
| ۲۰۰۱        | سفر از دست رفته          | ایان فیلدز                             | فیلم تلویزیونی                                                                        |
| ۲۰۰۱ و ۲۰۰۲ | وی آی پی                 | نیرو                                   | "A.I. Highrise" و "۴۸½ Hours"                                                         |
| ۲۰۰۲        | یوسی                     | میچل ریوز                              | "Manhunt"                                                                             |
| ۲۰۰۲        | سی‌اس‌آی                   | راد دارلینگ                            | "The Hunger Artist"                                                                   |
| ۲۰۰۲        | افسون‌شده                 | ارنون                                  | "Witches in Tights"                                                                   |
| ۲۰۰۲        | فایرفلای                 | بدجر                                   | (۲ قسمت) "Serenity", "Shindig"                                                        |
| ۲۰۰۳        | فستلِین                   | رونان دنهی                             | "Simone Says"                                                                         |
| ۲۰۰۳        | او نوشت، قتل: سلتیک ریدل | مرد در ماشین                           | فیلم تلویزیونی                                                                        |
| ۲۰۰۳        | شوک عمیق                 | چامسکی                                 | فیلم تلویزیونی                                                                        |
| ۲۰۰۳        | جیک ۲٫۰                  | هارتمن                                 | "Whiskey – Tango – Foxtrot"                                                           |
| ۲۰۰۴        | لاس وگاس                 | جورج بکوار                             | "Degas Away with It"                                                                  |
| ۲۰۰۵        | مانک                     | کریس داونی                             | "Mr. Monk vs. the Cobra"                                                              |
| ۲۰۰۵        | سی‌اس‌آی: نیویورک          | کوین هانیگن                            | "Hush"                                                                                |
| ۲۰۰۵ و ۲۰۰۶ | مدیوم                    | دکتر چالرز واکر                        | "Penny for Your Thoughts" و "Doctor's Orders" و "Blood Relation"                      |
| ۲۰۰۶        | ۲۴                       | ایوان ارویچ                            | (۶ قسمت)                                                                              |
| ۲۰۰۶        | بدون هیچ ردی             | یوانیس 'جانی' پتانی                    | "Requiem"                                                                             |
| ۲۰۰۷–۲۰۰۹   | ناوبر فضایی گالاکتیکا    | رومو لمپیکین                           | (۶ قسمت)                                                                              |
| ۲۰۰۷        | زن بیونیک                | آنتونی آنتروس                          | (۲ قسمت) "Pilot" و "Sisterhood"                                                       |
| ۲۰۰۸        | کوسه                     | روپرت استون                            | "One Hit Wonder"                                                                      |
| ۲۰۰۸        | در معرض دید              | راسل                                   | "To Serge with Love"                                                                  |
| ۲۰۰۸        | شخص واسطه                | مانسرونت نِول                           | (۲ قسمت) "The Clotharian Contamination Protocol", "The Palindrome Reversal Palindrome |
| ۲۰۰۸–۲۰۱۲   | قدرت نفوذ                | جیمز استرلینگ                          | (۱۰ قسمت)                                                                             |
| ۲۰۰۹        | ان‌سی‌آی‌اس                 | آقای پین جوان                          | "Broken Bird"                                                                         |
| ۲۰۰۹        | مهره سوخته               | تام پرسکات                             | "Bad Breaks"                                                                          |
| ۲۰۰۹        | خانه عروسکی              | تاناکا                                 | (۳ قسمت)                                                                              |
| ۲۰۰۹        | لوله                     | مأمور مایکل فورد (صدا)                 | بازی ویدئویی                                                                          |
| ۲۰۰۹–۲۰۱۴   | یقه سفید                 | کورتیس هاگن                            | (۵ قسمت)                                                                              |
| ۲۰۰۹        | سی‌اس‌آی                   | دیمیتری سادسکی                         | "The Lost Girls"                                                                      |
| ۲۰۰۹–۲۰۱۴   | انبار ۱۳                 | بندیکت والدا                           | (۶ قسمت)                                                                              |
| ۲۰۰۹–۲۰۲۰   | سوپرنچرال                | کراولی                                 | از فصل ۵ تا فصل ۱۱ (۳۴ اپیزود)                                                        |
| ۲۰۱۱        | دکتر هو                  | کانتون اورت دلاور ۳                    | (۲ قسمت)                                                                              |
| ۲۰۱۱        | مظنون اصلی               | Blackjack Mullins                      | "A Gorgeous Mosaic"                                                                   |